# Stadhuis van Tongeren
Het Stadhuis van Tongeren is een stadhuis in de Belgische stad Tongeren.

## Geschiedenis
Op de plaats van het huidige stadhuis stonden de oude lakenhal en de Kleersnijderskamer die bij de brand van 1677 verwoest werden. Bij deze brand ging ook het Tongerse raadhuis, dat zich op de hoek van de Grote Markt en de Sint-Truiderstraat bevond, in de vlammen op.
Op 27 februari 1737 besloot de stadsraad een nieuw stadhuis te bouwen op de gronden van de verwoeste lakenhal. Twee maanden later, op 26 april 1737, vond de eerstesteenlegging plaats in het bijzijn van burgemeesters Willem-Abraham Cours en Jacob Grouwels. Tegen het einde van 1738 was de ruwbouw grotendeels voltooid, maar door het uitbreken van de Oostenrijkse Successieoorlog liet de afwerking van het stadhuis tot 1755 op zich wachten. De plannen voor het stadhuis waren van de hand van Pascal Barbier die zich hierbij liet inspireren door het stadhuis van Luik.
Tegenwoordig heeft het stadhuis veeleer een ceremoniële functie aangezien de gemeentediensten zich bevinden in het Praetorium aan de Maastrichterstraat.

## Exterieur
Het stadhuis betreft een vrijstaand, blokvormig gebouw met een rechthoekig grondplan en meet 18 bij 22 m. De gevel bestaat uit baksteen is afgewerkt met kalksteen voor de plint, de hoekblokken en de vensteromlijstingen. De voorgevel telt zeven traveeën, beide zijgevels tellen zes traveeën en de achtergevel telt vijf traveeën. Het gebouw bestaat uit drie bouwlagen en wordt bedekt door een schilddak in leisteen. Bij elke van de vier gevels vormt de middentravee een risaliet afgelijnd met hoekstenen. De risaliet van de voorgevels is drie traveeën breed en wordt bekroond met een driehoekig fronton voorzien van een timpaanvulling in kalksteen. Het fronton toont de lijfspreuk Deus voluit (God beschikt) en het wapen van George Lodewijk van Bergen, de prins-bisschop van Luik. Tijdens de Luikse Revolutie werd het wapen gedeeltelijk beschadigd.

## Interieur
De begane grond is voorzien van barokgewelven en een schouw met Delftse tegels. De inrichting van de eerste verdieping dateert uit het midden van de 18e eeuw, met onder andere stucwerk, marmeren schouwen en lambriseringen in Lodewijk XV-stijl. De tweede etage werd pas in 1789 afgewerkt. De feestzaal is voorzien van stucwerk van 1815. In het gebouw bevinden zich diverse kasten in de Luiks-Akense meubelstijl van de tweede helft van de 18e eeuw.